# Michaił Zacharau
Michaił Michajławicz Zacharau, błr. Міхаіл Міхайлавіч Захараў, ros. Михаил Михайлович Захаров - Michaił Michajłowicz Zacharow (ur. 22 stycznia 1962 w Ust'-Kamienogorsku, Kazachska SRR) – radziecki i białoruski hokeista pochodzenia kazachskiego, reprezentant Białorusi. Trener hokejowy.
Jego syn Kanstancin (ur. 1985) także został hokeistą.

## Kariera zawodnicza
- Torpedo Ust'-Kamienogorsk (wychowanek)
- Dynama Mińsk (1980-1990)
- Podhale Nowy Targ (1990-1991)
- Green Bay Ice (1992-1993)
- West Palm Beach Blaze (1993)
- Detroit Falcons (1993)
- Utica Bulldogs (1993-1994, 1995)
- CSKA Moskwa (1994)
- Tiwali Mińsk (1995)
- Madison Monsters (1995)
- Quad City Mallards (1995)
- Detroit Falcons (1995)

Pochodził z Kazachskiej SRR, jednak dorastał w Białoruskiej SRR i następnie został obywatelem Białorusi. Wychowanek klubu Torpedo Ust'-Kamienogorsk. W wieku juniorskim w barwach ZSRR wystąpił na mistrzostwach Europy do lat 18 w 1980.
W 1990 został zawodnikiem Podhala Nowy Targ (wraz z nim Siergiej Warnawski i Siergiej Ziemczenko).
W karierze seniorskiej reprezentował Białoruś. Uczestniczył w turniejach mistrzostw świata w 1994, 1995 (Grupa C), 1996 (Grupa B).

## Kariera trenerska
- Reprezentacja Białorusi (1999, 2011), asystent trenera
- Reprezentacja Białorusi (2003-2005, 2009-2010), główny trener
- Reprezentacja Ukrainy (2003-2005, 2009-2010), główny trener
- Junost' Mińsk (2003-2019), główny trener
- Reprezentacja Białorusi (2018), asystent trenera
- Reprezentacja Białorusi (2019-2021), główny trener

Po zakończeniu kariery zawodniczej został szkoleniowcem hokejowym. W 1999 był asystentem pierwszego trenera Anatolija Warywonczyka w seniorskiej kadrze. Ponadto prowadził juniorskie do lat 18 (mistrzostwa świata 2001, 2002, 2003), do lat 20 (2004) oraz kadrę seniorską (2003-2005, w tym na mistrzostwach świata 2004 i 2010 i zimowych igrzyskach olimpijskich 2010.). Na turnieju 2011 był asystentem selekcjonera. Prowadził także reprezentację Ukrainy. Równolegle od 2003 jest stale szkoleniowcem Junosti Mińsk. Na turnieju MŚ 2018 był asystentem w sztabie trenerskim Białorusi. We wrześniu 2019 odszedł ze stanowiska trenera Junosti. Od sierpnia 2019 do 2021 był głównym trenerem reprezentacji Białorusi, prowadząc drużynę w turniejach MŚ 2020, 2021.

## Sukcesy
Reprezentacyjne
- Brązowy medal mistrzostw Europy juniorów do lat 18: 1980 z ZSRR
- Awans do grupy B mistrzostw świata: 1995 z Białorusią

Klubowe
- Brązowy medal mistrzostw Polski: 1991 z Podhalem Nowy Targ

Wyróżnienia
- Mistrz Sportu ZSRR Klasy Międzynarodowej
- Hokeista Roku na Białorusi: 1990 (pierwszy zdobywca nagrody)
- Zasłużony trener Republiki Białorusi: 2002[10]
- Najlepszy trener sezonu 2015/2016 na Białorusi[11]

Szkoleniowe
- Złoty medal mistrzostw Białorusi: 2004, 2005, 2006, 2009, 2010, 2011, 2016, 2019 z Junostią Mińsk
- Srebrny medal mistrzostw Białorusi: 2008, 2014, 2015, 2017, 2018 z Junostią Mińsk
- Brązowy medal mistrzostw Białorusi: 2007 z Junostią Mińsk
- Puchar Kontynentalny:2007, 2011, 2018
- Drugie miejsce w Pucharze Kontynentalnym: 2010, 2012 z Junostią Mińsk
- Puchar Białorusi: 2004, 2008, 2009, 2013, 2015, 2019 z Junostią Mińsk
- Awans do Elity mistrzostw świata: 2004 z Białorusią